# Кирил Стари
Кирил Карел Стари е чешки и български валдхорнист и музикален педагог, професор в Националната музикална академия в София.

## Биография
Роден е на 5 октомври 1914 г. в Йедовнице, Австро-Унгария. През 1937 г. завършва Консерваторията в Бърно при Й. Кохоут.
През 1939 г. се установява в България, където е валдхорнист в Царския военен симфоничен оркестър. От 1947 г. работи в оркестъра на Народната опера в София и в основания при нея през 1948 г. Софийски духов квинтет.
През 1947 г. е избран за редовен доцент, а от 1958 г. е професор в Българската държавна консерватория в София. Автор е на учебни пособия за валдхорна. Умира през 1984 г.